# Jacques Witta
Jacques Witta est un monteur français.

## Biographie
Jacques Witta a obtenu deux fois le César du meilleur montage, en 1984 et 1994.

## Filmographie
- 1959 : ...Enfants des courants d'air, court métrage d'Édouard Luntz
- 1960 : Moranbong, de Jean-Claude Bonnardot
- 1962 : La Salamandre d'or de Maurice Régamey
- 1966 : La Surface perdue, court métrage de Dolorès Grassian
- 1969 : Slogan de Pierre Grimblat
- 1972 : Jeux pour couples infidèles
- 1973 : Il y aura une fois...
- 1973 : Elle court, elle court la banlieue de Gérard Pirès
- 1973 : Les Gants blancs du diable de László Szabó
- 1973 : Les Anges
- 1974 : Dites-le avec des fleurs
- 1975 : Zig-Zig de László Szabó
- 1975 : L'Homme du fleuve
- 1975 : L'Agression de Gérard Pirès
- 1975 : Mais où sont passées les jeunes filles en fleurs
- 1975 : Catherine et Cie de Michel Boisrond
- 1976 : Attention les yeux ! de Gérard Pirès
- 1976 : L'Ordinateur des pompes funèbres de Gérard Pirès
- 1976 : La Première Fois de Claude Berri
- 1977 : Le Dernier Baiser de Dolorès Grassian
- 1977 : Un moment d'égarement de Claude Berri
- 1978 : Vas-y maman de Nicole de Buron
- 1979 : Rien ne va plus de Jean-Michel Ribes
- 1980 : L'Entourloupe de Gérard Pirès
- 1981 : Asphalte
- 1981 : Celles qu'on n'a pas eues de Pascal Thomas
- 1981 : Rends-moi la clé de Gérard Pirès
- 1983 : L'Été meurtrier de Jean Becker
- 1984 : Le Thé à la menthe de Abdelkrim Bahloul
- 1984 : L'Addition de Denis Amar
- 1984 : Réveillon chez Bob de Denys Granier-Deferre
- 1985 : Bras de fer de Gérard Vergez
- 1986 : Bleu comme l'enfer d'Yves Boisset
- 1987 : Poussière d'ange d'Édouard Niermans
- 1987 : Ennemis intimes de Denis Amar
- 1988 : Deux minutes de soleil en plus de Gérard Vergez
- 1989 : La Barbare de Mireille Darc
- 1989 : Le Crime d'Antoine
- 1989 : Hiver 54, l'abbé Pierre de Denis Amar
- 1990 : Ransom
- 1990 : A Ilha
- 1990 : Encontro em Lisboa
- 1991 : La Double Vie de Véronique de Krzysztof Kieślowski
- 1992 : Un bout de Challenger
- 1993 : Trois Couleurs : Bleu de Krzysztof Kieślowski
- 1993 : Le Fil de l'horizon de Fernando Lopes
- 1994 : Trois Couleurs : Rouge de Krzysztof Kieślowski
- 1995 : Élisa de Jean Becker
- 1995 : Fiesta
- 1996 : Cinco Dias, Cinco Noites
- 1997 : Saraka bô
- 1997 : La Nuit du destin
- 1997 : Messieurs les enfants de Pierre Boutron
- 1997 : Elles
- 1998 : Don Juan de Jacques Weber
- 1999 : La Guerre dans le Haut Pays
- 1999 : Les Enfants du marais de Jean Becker
- 2000 : Capitaines d'avril de Maria de Medeiros
- 2000 : Harrison's Flowers d'Élie Chouraqui
- 2001 : Un crime au paradis de Jean Becker
- 2002 : Papillons de nuit de John Pepper
- 2002 : Le Dauphin de Fernando Lopes
- 2003 : Effroyables Jardins de Jean Becker
- 2003 : Le Soleil assassiné de Abdelkrim Bahloul
- 2003 : O Fascínio
- 2004 : Lá Fora
- 2005 : Café transit de Kambuzia Partovi
- 2005 : Attente
- 2007 : Dialogue avec mon jardinier de Jean Becker
- 2007 : Je suis de Titov Veles (Jas sum od Titov Veles)
- 2007 : Terra Sonâmbula
- 2008 : Deux jours à tuer de Jean Becker
- 2009 : L'Amour mon amour
- 2010 : La Tête en friche de Jean Becker

## Récompenses et distinctions
- 1984 : César du meilleur montage pour L'Été meurtrier
- 1994 : César du meilleur montage pour Trois Couleurs : Bleu